# Achim Leube
Achim Leube (* 27. Januar 1936 in Berlin) ist ein deutscher Prähistoriker.

## Leben und Werk
Achim Leube studierte nach seinem Abitur von 1954 bis 1958 Ur- und Frühgeschichte, Ethnographie und Deutsche Volkskunde an der Humboldt-Universität zu Berlin und schloss das Studium als Diplom-Ur- und Frühgeschichtler ab. 1958/59 war er dort wissenschaftlicher Assistent und 1959 bis 1962 planmäßiger wissenschaftlicher Aspirant am Fachbereich Ur- und Frühgeschichte. 1962 wurde Leube promoviert, Thema seiner Dissertation war Die kulturelle Entwicklung von der frühen zur späten römischen Kaiserzeit im Oder-Spree-Gebiet Brandenburgs. Als Prüfer fungierten Karl-Heinz Otto und Paul Grimm. Vom September 1962 an war Leube bis 1968 wissenschaftlicher Mitarbeiter am Museum für Ur- und Frühgeschichte Schwerin, Außenstelle Stralsund, und gleichzeitig Bezirksbodendenkmalpfleger. Daran schloss sich bis 1991 die Arbeit als wissenschaftlicher Mitarbeiter am Zentralinstitut für Alte Geschichte und Archäologie an der Akademie der Wissenschaften der DDR an. 1971 erfolgte der Eintritt in die SED. Leube habilitierte 1990 zu Siedlung und Wirtschaft im nördlichen Mitteleuropa während des 1. bis 6. Jahrhunderts n. Chr., Gutachter waren Bruno Krüger, Heinz Grünert und Horst Keiling. Nach kurzer Tätigkeit 1992 als wissenschaftlicher Mitarbeiter am Deutschen Archäologischen Institut  lehrte Achim Leube von 1992 bis zu seiner Pensionierung 2001 als Professur am Lehrstuhl für Ur- und Frühgeschichte der Humboldt-Universität zu Berlin. Leube ist ordentliches Mitglied des Deutschen Archäologischen Instituts. Leube wurde am 11. Januar 2013 vom Staatssekretär für Wissenschaft Knut Nevermann in Berlin mit dem Bundesverdienstkreuz am Bande ausgezeichnet.
Leubes Forschungsschwerpunkte liegen bei der Kultur, den Siedlungen, der Wirtschaft und der Geschichte der germanischen Stämme des nördlichen Mitteleuropas während des 1. bis 6. Jahrhunderts n. Chr., der Forschungsgeschichte der Deutschen Prähistorie vom 16. Jahrhundert bis 1945, insbesondere der Zeit von 1933 bis 1945 und ihre Beeinflussung durch die SS-Forschungsgemeinschaft Ahnenerbe unter Heinrich Himmler und das Amt für Vorgeschichte unter Rosenberg, sowie der Entwicklung, ideologischen und politischen Einbindung der deutschen Prähistorie 1933 bis 1945. Aktuelle Forschungsschwerpunkte sind die Forschungsgeschichte in Brandenburg von den Anfängen bis 1945, die römische Kaiserzeit und Völkerwanderungszeit im Havelland und in der Niederlausitz (1.–6. Jh. n. Chr.) und die Ur- und Frühgeschichte der Insel Rügen.

## Schriften
- Die kulturelle Entwicklung von der frühen zur späten römischen Kaiserzeit im Oder-Spree-Gebiet Brandenburgs. 3 Bände, Berlin 1962 (Dissertation).
- Die römische Kaiserzeit im Oder-Spree-Gebiet (= Veröffentlichungen des Museums für Ur- und Frühgeschichte Potsdam. Band 9). Deutscher Verlag der Wissenschaften, Berlin 1975.
- als Herausgeber: Haus und Hof im östlichen Germanien (= Universitätsforschungen zur prähistorischen Archäologie. Band 50; = Schriften zur Archäologie der germanischen und slawischen Frühgeschichte. Band 2). Habelt, Bonn 1998, ISBN 3-7749-2795-2.
- als Herausgeber: Prähistorie und Nationalsozialismus. Die mittel- und osteuropäische Ur- und Frühgeschichtsforschung in den Jahren 1933–1945 (= Studien zur Wissenschafts- und Universitätsgeschichte. Band 2). Synchron, Heidelberg 2002, ISBN 3-935025-08-4.
- Studien zu Wirtschaft und Siedlung bei den germanischen Stämmen im nördlichen Mitteleuropa während des 1. bis 5./6. Jahrhunderts n. Chr. (= Römisch-Germanische Forschungen. Band 64). Philipp von Zabern, Mainz 2009, ISBN 978-3-8053-3757-1.
- Prähistorie zwischen Kaiserreich und wiedervereinigtem Deutschland. 100 Jahre Ur- und Frühgeschichte an der Berliner Universität Unter den Linden. Habelt, Bonn 2010, ISBN 978-3-7749-3629-4.
- Wilhelm Unverzagt (1892–1971). Archäologe in vier politischen Systemen (= Berliner archäologische Forschungen, Bd. 23). Leidorf, Rahden/Westf. 2024, ISBN 978-3-89646-574-0.

## Belege
1. ↑  Bundesverdienstkreuz am Bande für Achim Leube (Memento vom 29. Januar 2013 im Internet Archive). Humboldt-Universität zu Berlin, Stabsstelle Presse- und Öffentlichkeitsarbeit, Nachricht vom 21. Januar 2013 von Constanze Haase

| Personendaten    | Personendaten           |
| ---------------- | ----------------------- |
| NAME             | Leube, Achim            |
| KURZBESCHREIBUNG | deutscher Prähistoriker |
| GEBURTSDATUM     | 27. Januar 1936         |
| GEBURTSORT       | Berlin                  |